# Поліптотон
Полі́птотон (дав.-гр. πολύπτωτον від πολύς «багато» + πτῶσις «відмінок»), багатовідмінко́вість — стилістична фігура — повторення в межах речення чи фрази іменника або займенника в різних відмінках у тому самому значенні, наприклад:
«Берег нехай берегам, а хвиля всім хвилям хай стане
Ворогом, зброя ж хай зброї! До бою хай стануть нащадки»— Вергілій «Енеїда» кн. IV, 628—629
У ширшому значенні — повторення слів, які належать до різних відмінюваних частин мови, у різних граматичних формах, наприклад, дієслова у різному часі чи виді, крім того — вживання однокореневих слів як стилістичний засіб.
Синоніми: поліпто́т, поліптота, лат. casuum commutatio.

## Визначення
Античні автори визначали поліптотон як стилістичну фігуру, яка ґрунтується на повторі того самого слова у різних відмінкових формах, за Квінтіліаном це «фігура відмінкового різноманіття». Згодом термін став позначати використання будь-якого відмінюваного слова у різних формах.
Також, здебільшого в аналітичних мовах, поліптотоном називають стилістичний прийом вживання однокореневих слів в одній фразі (напр., англ. «strong» та «strength»). Наприклад, англійський переклад латинського вислову «Quis custodiet ipsos custodes?»:
Хто охоронятиме охоронців?
Оригінальний текст (англ.)
Who shall watch the watchmen themselves?— Ювенал

Приклад в українській літературі:
Уже веснить, уже весніє, уже весняний вітер віє.—  Д. Павличко
Поліптотон може бути визначений як лексичний повтор, ускладнений граматичними змінами компонентів.
Основна функція поліптотонів — концентрація уваги на тому чи іншому понятійному значенні лексеми. При цьому підвищується емоційна тональність тексту, його поетичність.
Поліптотон є подібним до стилістичних фігур:
- точний повтор;
- антанаклаза — використання слова у різних значеннях, або омонімів;
- парономазія — використання паронімів;
- парегменон — нагнітання одного і того ж слова з різними префіксами (наприклад, розплющив — заплющив);[1]
- гомойарктон — «згущення» слів з однаковими префіксами (наприклад, полетить — повисне).[1]

Поліптотон може розглядатися як різновид парономазії.

## Приклади
Політотон, як і інші види повторів, широко використовується в народній творчості та літературі.

### Скоромовки
- Варка варила вареника, Василь взяв вареника, Варка Василя варехою, Василь Варку вареником.
- Хитру сороку спіймати морока, а на сорок сорок — сорок морок.
- Ковпак на ковпаку, під ковпаком — ковпак.
- Росте липа біля Пилипа, Пилип біля липи очима глипа

Обережний хитрий лис

До нори вечерю ніс.

Біг додому лісом лис,

Шелестів над лисом ліс.— Леся Мовчун
Ти, малий, скажи малому 

Хай малий малому скаже, 

Хай малий теля прив’яже.

### Прислів'я
- Їжак їжака голками не злякає.
- Лис лиса не кусає.
- З лисами і сам лисом станеш.

### Пісні
А другий брат Дніпром іде,

Дев’ятеро коней за собой веде. 

    А на дев’ятому та сам поїжджає,

  Дніпро' батьком називає: 

«Ой ти, Дніпре, батьку мій,

Скажи мені щиру правду. 

    Скажи мені щиру правду,

    А де броди глибокії?»— Народна пісня «Ой горе ж мені та на чужині»

### У літературі
Якби я всіми барвами владала,

то я б на барву барву накладала

і малювала б щирим самоцвітом...— Леся Українка
Прикликає безодня безодню на гуркіт Твоїх водоспадів— Псалтир
Усі ми однако на волі жили,
Усі ми однако за волю лягли...— Тарас Шевченко
Настурцій ніч і ніч конвалій 

Пливе музика радієва. 

В саду тривожний жду — ніч палить —

тебе, далека зоре, Єво! 

Карузо ночі — тенор місяць 

у скриньці радієвій кличе. 

Для наших дум замало місця, 

кохання вічна таємнице!— Богдан-Ігор Антонич «Весняна ніч»